# Jörg Thieme (Schauspieler)
Jörg Thieme (* 10. September 1967 in Eisenhüttenstadt) ist ein deutscher Schauspieler.

## Leben
Jörg Thieme wuchs in Grünheide/Mark auf. Ab dem Alter von sechs Jahren sang er im Berliner Omnibus-Chor, erhielt hier eine gesangliche Einzelausbildung durch Dozenten der Musikhochschule „Hanns Eisler“ Berlin und sammelte in achtjähriger Zugehörigkeit Erfahrungen bei  Bühnenauftritten, Rundfunk-, Schallplatten- und Fernsehaufnahmen.
Während seines Schauspielstudiums an der Leipziger Hochschule für Musik und Theater „Felix Mendelssohn Bartholdy“ wurde er in das Ensemble des Staatsschauspiels Dresden übernommen. In der Zeit von 1996 bis 2007 war er als freier Schauspieler an Theatern in Deutschland tätig und übernahm Rollen unter anderem am Schauspiel Bonn,  Kampnagel Hamburg, Staatstheater Wiesbaden und an der Schaubühne am Lehniner Platz Berlin. Von März 2007 bis 2017 war er festes Mitglied des Berliner Ensemble am Schiffbauer Damm. Seit 2017 wieder freischaffend, gastiert er am Schauspielhaus Graz.
Er arbeitete u. a. mit Markus Bothe, Nicolas Charaux, András Dömötör, Achim Freyer, András Fricsay, Manfred Karge, Burkhard C. Kosminski, Thomas Langhoff, Jens Mehrle,  Claus Peymann, Arila Siegert, Sebastian Sommer, Peter Stein, Philip Tiedemann, Hasko Weber und Robert Wilson.